# 인스턴스 (컴퓨터 과학)
객체 지향 프로그래밍(OOP)에서 인스턴스(instance)는 해당 클래스의 구조로 컴퓨터 저장공간에서 할당된 실체를 의미한다. 여기서 클래스는 속성과 행위로 구성된 일종의 설계도이다. OOP에서 객체는 클래스와 인스턴스를 포함한 개념이다.
클래스와 같은 템플릿으로부터 생성된 객체를 의미하며, 원본 객체(클래스)의 특정 구현체(복제본)이라고 할 수 있다. 예를 들어, 사람이라는 클래스에서 '김철수', '박영희', '홍길동' 등 개별적인 인물둘은 모두 사람 클래스의 인스턴스가 된다.
이해하기 쉽게 일반적인 단어로 설명하자면, 계산 문제를 '입력과 출력이 명확히 기술된 것'으로 수학적으로 정의할 때, 계산 문제의 입력이 될 수 있는 것은 무한히 많이 존재하고 그것들 하나하나를 해당 계산 문제의 인스턴스라고 부른다.